# 西日本パイレーツ
西日本パイレーツ（にしにっぽんパイレーツ、Nishinippon Pirates）は、1950年に1年間だけ活動した日本のプロ野球球団。セントラル・リーグに加盟していた。会社名（商号）は、西日本野球株式会社。現在の埼玉西武ライオンズの起源となる球団の一つである。

## 球団の歴史
日本のプロ野球が2リーグに分立した1949年シーズンオフにセントラル・リーグに加盟。親会社は西日本新聞社。本社のある福岡市の平和台野球場を本拠地とした。パイレーツ（Pirates）は英語で「海賊」の意味。
本来は西日本鉄道（以下、西鉄）と共同で球団を立ち上げ、球団経営は西鉄、広報は西日本新聞社が担当する予定だったが、私鉄連合としてパシフィック・リーグに加盟しようとした西鉄クリッパースに対して、西日本新聞社は政治・経済のニュースを読売新聞社（読売ジャイアンツの親会社）に依存していたため、読売の勧めで独自に球団を持ち、セ・リーグに加盟することになった。
同じ福岡の平和台を本拠地とした西鉄と比べ、観客動員などの人気面においては、セ・リーグで人気の巨人戦などを抱える西日本の方が大きく上回ったとされるが、選手を獲得した際に人件費などが高騰していたことや、営業においても西日本新聞がプロ野球興業に不慣れだった事が災いし、自前では主催試合を行えず、肝心の収益を興行師に持ち逃げされることもあって経営は安定せず、8月には選手への給料の遅配が生じていた。
球団が結成された1950年1月15日の西日本新聞朝刊の社告では「平和台と八幡市桃園野球場で年60試合程度を開催する予定」と予告、またセ・リーグも同年2月19日に福岡県内で50試合程度開催することを発表した。元々西日本パイレーツが結成された当初は、特定の専用球場を持たずにセ・リーグに参加したが、結成時に「球場を持たないチームは、その球団やファンに便利な日程を編成する」ようにという取り決めがなされ、このように一旦は福岡県内で50-60試合を開催するとの方針を固めていた。
しかし、実際には、140試合（打ち切り4であるため実際に開催されたのは136試合）で福岡県で行われたのはわずかに7試合であった（内訳は平和台4、桃園2、飯塚1）。それも3月10日の開幕戦を含め、序盤の6月4日までに組まれたものであった。
またこの1950年当時はプロ野球地域保護権（本拠地となる都道府県で主管試合を優先的に開催できる権利）が確立されておらず、地方都市のプロ野球ファンを開拓するという目的もあり、地方遠征を積極的に開催したことから、原則として4チームを1組とした同一会場での変則ダブルヘッダーが基本であるため、長期遠征を強いられる。それを端的に表したのが、「74泊75日」の超長期遠征である。この年の7月28日・広島総合球場を会場にして行われた松竹ロビンス戦をスタートに、10月11日に開催される予定になっていた中日ドラゴンズ戦で再び平和台に凱旋するまでの間、青森県から大分県に至る全国22の会場で37試合という強行軍を強いられた。
当時はまだ新幹線や高速道路なども日本には存在しておらず、特に東京駅と博多駅を結ぶ長距離急行列車でも到着するまでに2日間もかかるという事情も重なり、さらにプロ球団とはいえども会場の使用料が条例で定められており、平和台球場を使用する場合は基本使用料に加えて、入場料収入総額の1割を上乗せして払ってもらうという規定がネックだったとされるという事情から、超長期遠征を強いられ、このほか、6月12日から7月24日までの42泊43日、さらに10月12日から11月18日の最終戦までも36泊37日の遠征も組まれており、この6月12日から11月18日の期間中に福岡に帰宅できたのはわずか4日間、しかも10月11日の中日戦が中止となり、その代替が平和台を含む福岡県内で開催されることもなかったため、6月4日の大洋ホエールズ戦（西日本がビジター扱い）が結果的に福岡県での最後の試合となり、シーズン開幕当初から閉幕までの間で、29都道府県・52会場を転戦するという異例の日程だった（この年の西鉄クリッパースでも、福岡県内では年間120試合のうちの4分の1以下に当たる27試合（うち平和台6）しか行われていなかった。さらに福岡県に近接した山口県を拠点に活動した大洋ホエールズに至っても、本拠地の下関市営球場での開催は9試合だけにとどまり、69泊70日の遠征という記録もある）。
福岡県内で行われた公式戦の全結果
| 月日    | 球場     | ホーム | 得点 | ビジター | 観客数 | 備考                   |
| ------- | -------- | ------ | ---- | -------- | ------ | ---------------------- |
| 3月10日 | 平和台   | 西日本 | 10-3 | 広島     | 不明   | 開幕戦                 |
| 3月11日 | 平和台   | 西日本 | 3-9  | 巨人     | 不明   |                        |
| 3月15日 | 八幡桃園 | 西日本 | 6-3  | 巨人     | 3000   |                        |
| 4月4日  | 平和台   | 西日本 | 7-8  | 松竹     | 不明   | 延長10回               |
| 4月22日 | 飯塚     | 西日本 | 3x-2 | 広島     | 不明   | 9回サヨナラゲーム      |
| 5月30日 | 八幡桃園 | 大洋   | 3x-2 | 西日本   | 不明   | 延長11回サヨナラゲーム |
| 6月4日  | 平和台   | 大洋   | 5-12 | 西日本   | 3000   | 福岡最終戦             |

西日本パイレーツが公式戦を行った全球場
- 札幌円山球場
- 函館市民球場
- 小樽市桜ケ丘球場
- 青森市営球場
- 大三沢町リッドルスタジアム
- 一関市希望が丘球場
- 宮城球場
- 山形市野球場
- 鶴岡市野球場
- 米沢市営野球場
- 栃木県総合運動公園野球場
- 高崎市城南野球場
- 桐生新川球場
- 熊谷市営球場
- 市川市国府台球場
- 後楽園スタヂアム
- 横浜ゲーリッグ球場
- 新潟市白山球場
- 長岡球場
- 新発田市営球場
- 長野市営城山球場
- 飯田市城下球場
- 県営富山野球場
- 富山神通球場
- 兼六園球場
- 福井市野球場
- 静岡県草薙総合運動場野球場
- 浜松球場
- 磐田市城山球場
- 中日スタジアム
- 鳴海球場
- 豊橋市営球場
- 一宮市営球場
- 岐阜県営野球場
- 多治見市営球場
- 松阪市営球場
- 衣笠球場（京都市）
- 日本生命球場
- 大阪球場
- 阪神甲子園球場
- 松江市営球場
- 広島総合球場
- 宇部市野球場
- 下関市営球場
- 平和台球場
- 八幡市桃園野球場
- 飯塚市飯塚野球場
- 長崎商業グラウンド
- 佐賀市民グラウンド
- 祐徳国際グラウンド
- 佐世保市民グラウンド
- 熊本市水前寺野球場

成績は西鉄と同じく下位に低迷し、8球団中6位に終わる。経営悪化から西日本新聞が球団を手放すことを見越した西鉄が、シーズン途中よりクリッパースのチーム強化を企図した買収、吸収合併を西日本新聞にもちかけ、9月には合併に関する正式契約を調印している。
1950年オフ、読売の提唱した「セ・リーグ6チーム化（広島カープと大洋ホエールズを合併、西日本は解散）」に反発。巨人総監督の三原脩を新監督に据えることでチーム力向上を目指したものの、この時に青田昇も三原についていくと宣言したことから事態が紛糾。リーグ内で孤立してしまう。
1950年12月24日、監督の小島が勇退し、球団職員であった大塚正男の第2代監督就任が発表される。西日本新聞の塩田芳久の調査によると、大塚は実際には野球の指揮の経験は無く、日本野球機構への監督登録も記録されていない事から、三原が監督に正式就任するまでの名義上の存在であったのではないかとされている。
1951年1月1日、読売新聞は西日本の脱退を前提とした「セ・リーグ6球団制か」なる記事を掲載、西日本側の関係者は「“やめてしまえ”調の記事」と捉え猛反発した。同年1月10日に行われたセ・リーグ代表者会議では、西日本と広島の整理問題は先送りされ、同年1月18日には三原の第3代監督就任を発表するも、開幕前の同年1月30日に「連盟を牛耳る旧球団の一部が、あらゆる手段を打って崩壊を画策した」「この上セ・リーグの圧迫にたえられない」との声明を発表。電撃的にパ・リーグの西鉄クリッパースと合併し、西鉄ライオンズとなる道を歩んだ。合併の際、巨人が「西日本の選手の保有権はセ・リーグにある」という主張をし（当時、野球協約は発効していなかったため）、それが通って南村侑広と平井正明は巨人に移籍している（日比野武は一時拘束されたが後に西鉄に復帰）。
なお、西鉄ライオンズの後身にあたる埼玉西武ライオンズの球団史において西日本パイレーツは傍系扱いであり、結成年度やその他記録は一切含まれない。
また、リーグが分立してから最も早く日本のプロ野球界を去っていった球団であり、日本のプロ野球で1年かつ1シーズンしか活動しなかったのは、現在は消滅している9球団の中でこの球団が唯一である。
西日本の活動記録については、他の消滅球団のようにジャーナリストや著述家によって体系的に纏められた書籍が存在せず、西日本新聞に残された資料も僅かである事から、球団創設70周年を迎えた2019年以降、同紙記者により資料収集と存命の関係者への聞き取り調査が開始されている。
| 順位 | 3月終了時 | 3月終了時 | 4月終了時 | 4月終了時 | 5月終了時 | 5月終了時 | 6月終了時 | 6月終了時 | 7月終了時 | 7月終了時 | 8月終了時 | 8月終了時 | 9月終了時 | 9月終了時 | 10月終了時 | 10月終了時 | 最終成績 | 最終成績 |
| ---- | --------- | --------- | --------- | --------- | --------- | --------- | --------- | --------- | --------- | --------- | --------- | --------- | --------- | --------- | ---------- | ---------- | -------- | -------- |
| 1位  | 中日      | --        | 中日      | --        | 松竹      | --        | 松竹      | --        | 松竹      | --        | 松竹      | --        | 松竹      | --        | 松竹       | --         | 松竹     | --       |
| 2位  | 松竹      | 1.0       | 松竹      | 0.0       | 中日      | 1.0       | 中日      | 5.0       | 中日      | 5.0       | 中日      | 7.5       | 中日      | 9.0       | 中日       | 8.5        | 中日     | 9.0      |
| 3位  | 巨人      | 2.0       | 巨人      | 2.5       | 巨人      | 8.0       | 巨人      | 6.5       | 巨人      | 11.5      | 巨人      | 10.5      | 巨人      | 10.5      | 巨人       | 14.0       | 巨人     | 17.5     |
| 4位  | 大洋      | 3.0       | 大阪      | 10.0      | 大阪      | 10.0      | 大阪      | 8.5       | 大阪      | 14.5      | 大洋      | 20.0      | 大阪      | 22.5      | 大阪       | 25.5       | 大阪     | 30.0     |
| 5位  | 大阪      | 5.5       | 大洋      | 10.0      | 大洋      | 12.0      | 大洋      | 11.5      | 大洋      | 15.0      | 大阪      | 22.5      | 大洋      | 24.0      | 大洋       | 27.0       | 大洋     | 31.0     |
| 6位  | 西日本    | 7.0       | 西日本    | 11.5      | 西日本    | 18.0      | 西日本    | 19.0      | 西日本    | 22.0      | 西日本    | 28.5      | 西日本    | 34.5      | 西日本     | 43.5       | 西日本   | 48.5     |
| 7位  | 広島      | 7.5       | 広島      | 18.0      | 広島      | 20.0      | 広島      | 20.0      | 広島      | 25.5      | 広島      | 36.5      | 広島      | 43.0      | 広島       | 49.5       | 国鉄     | 57.5     |
| 8位  | 国鉄      | 10.0      | 国鉄      | 20.0      | 国鉄      | 27.0      | 国鉄      | 29.5      | 国鉄      | 34.5      | 国鉄      | 42.5      | 国鉄      | 48.5      | 国鉄       | 54.0       | 広島     | 59.0     |

| 順位 | 球団             | 勝 | 敗 | 分 | 勝率 | 差   |
| 1位  | 松竹ロビンス     | 98 | 35 | 4  | .737 | 優勝 |
| 2位  | 中日ドラゴンズ   | 89 | 44 | 4  | .669 | 9.0  |
| 3位  | 読売ジャイアンツ | 82 | 54 | 4  | .603 | 17.5 |
| 4位  | 大阪タイガース   | 70 | 67 | 3  | .511 | 30.0 |
| 5位  | 大洋ホエールズ   | 69 | 68 | 3  | .504 | 31.0 |
| 6位  | 西日本パイレーツ | 50 | 83 | 3  | .376 | 48.0 |
| 7位  | 国鉄スワローズ   | 42 | 94 | 2  | .309 | 57.5 |
| 8位  | 広島カープ       | 41 | 96 | 1  | .299 | 59.0 |

## チームの特徴
新鋭球団らしく重松通雄、森弘太郎、塚本博睦、日比野武ら戦前からの古株選手と田部輝男、平井正明、緒方俊明、関口清治などの新顔が主要メンバー。重松はのち西鉄二軍監督。関口、日比野は西鉄黄金時代のメンバーとして活躍する。これらの選手の獲得には、1947年の1年のみ存在した独立リーグである国民野球連盟に関わった専属スカウトの宇高勲の人脈が生かされたという。また、この年のみ在籍し解散と共に現役引退した下尾勝馬は、投手として15試合に登板、外野手として27試合に出場した記録を残す、所謂二刀流の選手であったという。
リーグ戦は結果的に6位に終わったが、開幕前に甲子園で行われた「大阪市長杯争奪トーナメント大会」では、1回戦で読売ジャイアンツに6-4、準決勝で松竹ロビンスに7-0、決勝で中日ドラゴンズに11-5と、その年の上位3チームを破って優勝している。
1950年6月28日、青森市営球場で行われたvs読売ジャイアンツ10回戦で藤本英雄の前に日本プロ野球史上初の完全試合を喫している。また同年9月5日、後楽園球場vs読売13回戦では1試合8失策も記録されている。これは、1955年8月1日のトンボユニオンズvs毎日オリオンズ戦で記録されたトンボの1試合10失策に次ぐ、歴代ワースト2位の記録である。
監督は2019年以降の西日本新聞の調査により、シーズン中は小島利男が指揮を執り、1950年末に球団職員の大塚正男への交代を経て、翌51年1月の解散直前に三原脩が就任した経緯があった事が明らかにされた。大塚は三原とは早稲田大学の同窓生であり、三原の監督就任の打診と球団存続に奔走するも、三原の就任直後に心労が祟り心臓病を発症、球団解散後の1954年3月5日に西鉄の初優勝を見届けること無く死去した。その弔問には三原を始め、西日本に在籍していた選手や関係者の多くが参列したという。

## 表彰選手
なし

## ユニフォームの変遷
- ユニフォームの1つはニューヨーク・ヤンキースに似た、白地に紺のストライプで左胸にNのマーク。小島監督は胸のマークをヤンキースと全く同じNYマークにしたいからという理由で「球団名を（会社名と同じ）西日本野球株式会社に出来ないか」とフロントに掛け合ったが、却下された。
- もう1つは灰色地のもので、胸には「PIRATES」のマーク（紺色地に黄色の縁取り、フォントは巨人などと同じ「早稲田文字」）が入ったものを使用していた。

## 成績
| 年度 | 監督     | 順位 | 試合 | 勝利 | 敗戦 | 引分 | 勝率 | 差   | 得点 | 失点 | 打率 | 本塁打 | 盗塁 | 防御率 | 失策 |
| ---- | -------- | ---- | ---- | ---- | ---- | ---- | ---- | ---- | ---- | ---- | ---- | ------ | ---- | ------ | ---- |
| 1950 | 小島利男 | 6    | 136  | 50   | 83   | 3    | .376 | 48.0 | 633  | 759  | .261 | 106    | 165  | 4.66   | 235  |